# Orientgøg
Orientgøg (latin: Cuculus optatus) er en fugleart, der lever i Asien.